# Назаренко Олександр Васильович
Назаренко Олександр Васильович (лит. Aleksandras Nazarenko; рос. Александр Васильевич Назаренко; 16 січня 1948, Паневежис, Литва — 19 січня 2022) — історик і філолог, фахівець у царині руського середньовіччя. Доктор історичних наук від 1996 року.

## Життєпис
Закінчив романо-германське відділення філологічного факультету Московського державного університету. Старший, потім провідний науковий співробітник Інституту загальної історії РАН. Керівник проекту «Росія і країни Центральної Європи в IX—XV ст.» Інституту загальної історії. Голова Наукової ради Російської Академії наук «Роль релігії в історії». Член Ради і керівник Наукової секції Імператорського Православного Палестинського Товариства (ІППТ). Член редакційної ради журналу «Православний паломник». Член редколегії журналу «Давня Русь. Питання медієвістики». У 2012 р. очолив Центр історії релігії та церкви в Інституті російської історії РАН.
Помер від коронавірусної хвороби.

## Нагороди
- Лауреат Макаріївської премії у 2001 р. (від РПЦ МП, від Московської мерії); за книгу «Стародавня Русь на міжнародних шляхах».